# Pseudo-traitements contre la Covid-19
Wikipédia ne donne pas de conseils médicaux ou sanitaires. Cet article est susceptible de contenir des informations obsolètes ou inexactes. Seul un professionnel de la santé est apte à vous fournir un avis médical, et seules les autorités sanitaires de votre pays sont compétentes pour donner des consignes de santé publique relatives à la pandémie de Covid-19.

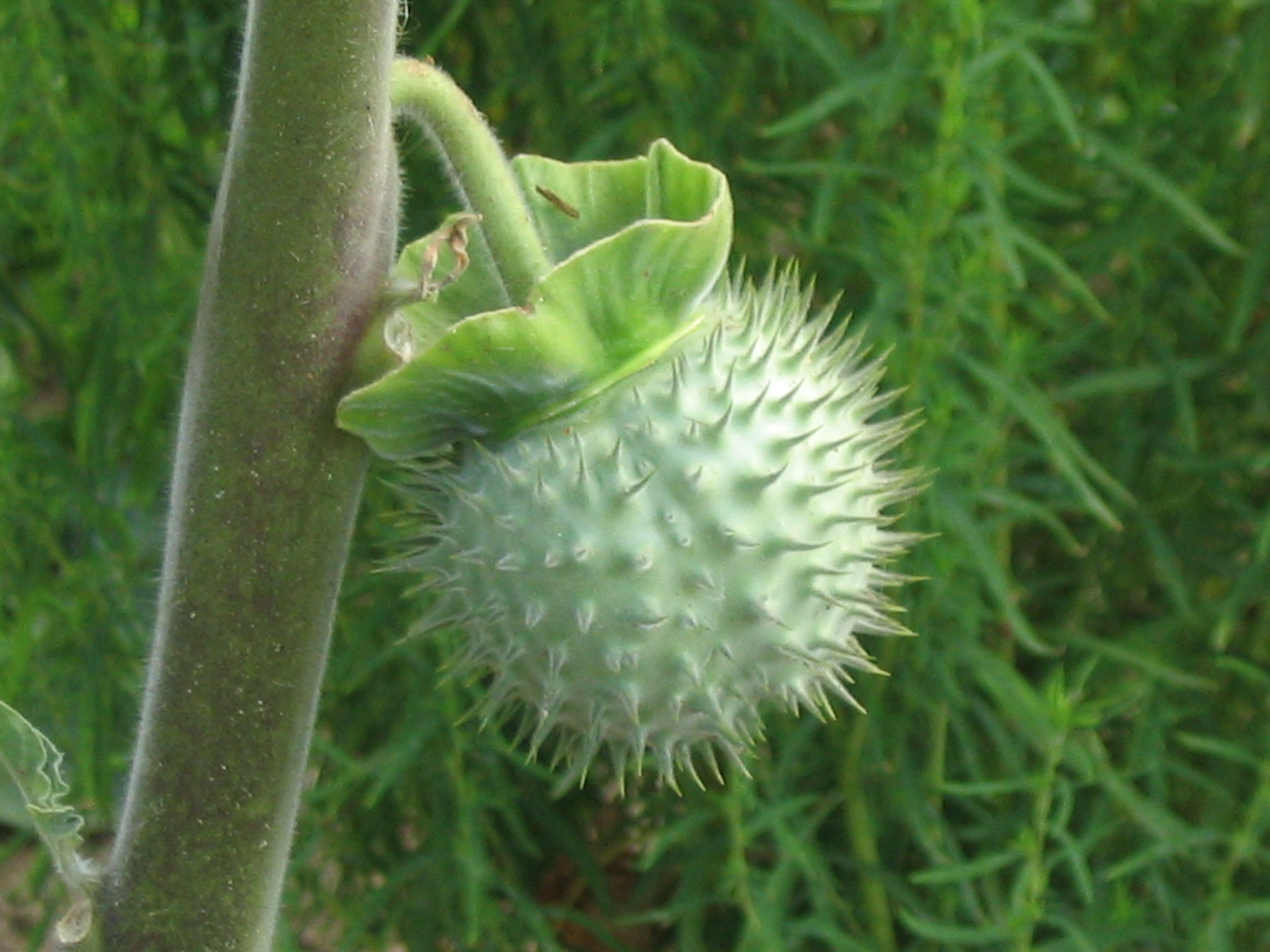
En Inde en avril 2020, douze personnes se retrouvent à l'hôpital pour empoisonnement après avoir cru un post TikTok prétendant que le fruit du Datura prévient l'apparition de la Covid-19 en raison de sa parenté de forme avec le coronavirus.
.

Depuis le début de la pandémie de Covid-19, des pseudo-traitements contre le coronavirus ont été proposés, sans fondement scientifique sérieux et pouvant s'avérer dangereux. L'Organisation mondiale de la santé a employé le terme d' infodémie pour caractériser ces fausses informations susceptibles de détourner la population des mesures préventives appropriées mais aussi parce que des personnes peu scrupuleuses peuvent en tirer un avantage opportuniste en publiant de fausses allégations de prévention, de traitement et de guérison.

## Remèdes et prophylaxies traditionnels ou populaires
Aucune preuve d'efficacité des prétendus traitements préventifs ou curatifs qui suivent n'a été apportée. La plupart sont sans lien avec le Covid 19, et certains dangereux pour la santé.
Le site de l'Organisation mondiale de la santé apporte un démenti formel aux allégations d'efficacité des plus fréquemment mentionnés.
Alors que des efforts sont en cours pour trouver un traitement contre le COVID-19, l'Organisation mondiale de la santé recommande l'attention face aux informations erronées, notamment sur les médias sociaux, concernant l'efficacité de certains remèdes. De nombreuses plantes et substances sont proposées sans les exigences minimales et les preuves de qualité, de sécurité et d'efficacité. L'utilisation de produits pour traiter le COVID-19, qui n'ont pas fait l'objet d'études solides, peut mettre les gens en danger, en leur donnant un faux sentiment de sécurité et en les détournant du lavage des mains et de la distanciation physique qui sont cardinaux dans la prévention du COVID-19, et peut également augmenter l'automédication et le risque pour la sécurité des patients.

### Herbes, plantes et fruits
Différentes plantes locales comme l'ase fétide au Sri Lanka, la chiretta verte en Thaïlande, le thé,,, l'ingestion à jeun de gingembre bouilli, l'eau citronnée, le jus de cerise, celui de margose en Inde, l'ail,, l'huile de sésame, les feuilles ou l'huile de margousier — prétendument riche en chloroquine —, la consommation de piments, de bananes selon une vidéo faussement attribuée à l’université du Queensland,, de mangues ou de durians ou encore d'oignons.
La consommation de fruit d'un datura, promue en raison d'une analogie fumeuse de forme avec celle du virus, a conduit douze personnes à l’hôpital en Inde,.
En Iran, des sites internet prétendent que le curcuma, le safran, la cannelle, la menthe, le saule blanc et les gargarismes de vinaigre salé ou additionné d'eau de rose auraient un effet préventif.
Des plantes médicinales telles que l'Artemisia annua sont envisagées comme traitements possibles du COVID-19 et devraient être testées pour leur efficacité et leurs effets secondaires indésirables. Des essais cliniques sur le « CVO+ curatif » à Madagascar ont ainsi été encouragés dans le cadre de tests sur l'efficacité de l'artésunate, traitement contre le paludisme sous sa forme grave,.
La boisson Covid-Organics, promue par Andry Rajoelina depuis mai 2020 comme remède contre le Covid-19, avait suscité le scepticisme, étant qualifié de « remède diplomatique voire politique »,. Le 5 juillet 2021, l'Organisation Mondiale de la Santé a reconnu qu'elle avait décidé d'étudier les données scientifiques fournies par les épidémiologistes et les hôpitaux malgaches concernant le Covid-Organics.

### Alimentation d'origine animale
La consommation de viande de bœuf, et singulièrement de son foie a été frauduleusement présentée comme efficace contre le coronavirus. À l'inverse, affirmer par le hashtag #NoMeat_NoCoronaVirus que les végétariens sont insensibles à la Covid-19 est une autre ineptie.
Idem pour l'ingestion d'urine, pas plus celle d'enfants que celle de chameaux,, comme certains le préconisent au Moyen-Orient — une pratique pourtant susceptible de transmettre un coronavirus bien plus mortel, le MERS-CoV,,, — ou pour l'absorption d'un « mélange de whisky chaud et de miel ».

### Produits chimiques
Ont été mentionnés comme traitement préventif ou curatif : l'ingestion d'argent colloïdal, ou le brossage des dents avec un dentifrice infusé d'argent qu'un animateur radio américain a vendu et prétendu être virucide,, la prise de cocaïne,, les suppléments en vitamine (D, C, etc.) ou en oligo-éléments (zinc, etc.).
L'absorption d'eau de Javel est une autre ineptie, tout comme les gargarismes au « Miracle Mineral Supplement » qui en contiennent un dérivé, promus par des partisans de QAnon et surtout susceptibles de provoquer des « vomissements sévères » et une « insuffisance hépatique aiguë ».

### Autres pratiques
Ont été colportés et sont tout aussi inefficaces :
- les lavages de nez par une solution saline[41],[3] et autres bains de bouche[36] ;
- l'absorption d'eau tous les quarts d'heure[42] ;
- les expositions à des températures supérieures à 25 °C (pour d'autres : 56 °C) comme la prise de bains chauds[15], le passage dans des saunas ou l'usage de sèche-cheveux[43] ;
- les vaporisations sur le corps d'alcool ou de solutions chlorées[36],[15], les inhalation ou badigeonnage d'eau de Javel[1] ;
- l'expositions aux rayons ultraviolets des lampes à bronzer[44] ;
- le rasage régulier de la pilosité faciale[45].

Les vibrations provoquées par des applaudissements pendant le couvre-feu ne tuent pas le coronavirus, comme on l'a prétendu en Inde. La consommation de glaces ou d'aliments surgelés ne cause pas plus qu'elle ne soigne la Covid-19. Enfin prévenir l'apparition de la maladie n'est pas au nombre des vertus des relations sexuelles quotidiennes, bien qu'un faux chercheur ait voulu le faire croire au Maroc.

### Fréquence des mentions
Une étude recense les prétendus remèdes conseillés par des francophones sur le réseau social Twitter de janvier à mars 2020, pointant à quel point les recettes véhiculées par le grand public se démarquent des traitements étudiés par les scientifiques. Y figurent, par fréquence de mention décroissante :
1. la chloroquine
2. la prière
3. l'ail
4. la chaleur
5. le thé
6. le Coran
7. l'eau de Javel ou ses vapeurs
8. l'orange
9. le miel
10. le gingembre
11. le sel
12. l'eau chaude
13. le vinaigre
14. la vitamine C
15. le piment
16. l'urine (notamment celle des chameaux)
17. la banane
18. le soleil
19. la cocaïne

Au Pakistan, un sondage réalisé en avril 2020 révèle que 82% de la population est convaincue que la pratique des cinq ablutions quotidiennes les protège de la pandémie,. Pour 67% des Pakistanais interrogés, inhaler de la vapeur régulièrement est une prévention efficace,.

## Remèdes et prophylaxies proposés par des autorités médicales

### Médecine traditionnelle chinoise
L'Académie des sciences de Chine prétend que le shuang huang lian, un remède traditionnel à base de plantes, peut inhiber le virus. Le Quotidien du peuple, organe de presse officiel du Parti communiste de Chine, déconseille l’utilisation de ce produit sans avis médical et la télévision nationale chinoise, pointe du doigt ses éventuels effets secondaires.
L'effet immunitaire des médicaments naturels à base de plantes tels que le liquide oral shuang huang lian lors d'infections des voies respiratoires supérieures peut s'expliquer, du moins en partie, par des protéines spécifiques et d'autres ingrédients actifs.
Lors d'une conférence de presse tenue le 4 février, Zhang Boli, membre du comité d'experts de la Commission nationale chinoise de la santé, a déclaré que des expériences pharmacologiques avaient montré que le shuang huang lian était utile pour « contrôler » le nouveau virus, mais qu'aucune étude clinique n'ayant été réalisée, il n'était pas certain que le médicament puisse prévenir ou guérir la maladie.
Zhang a également déconseillé l'utilisation de shuang huang lian aux personnes qui ne sont pas malades, citant des effets secondaires tels que la diarrhée.
Le Dr So a ajouté : « En général, le liquide oral shuang huang lian a un effet de « dégagement de la chaleur » en termes de MTC. Si vous l'utilisez seul, sans aucune plante contrebalançante, comme dans les formules traditionnelles à base de plantes, cela peut provoquer une « froideur » chez les patients, selon la MTC. Les symptômes comprennent la diarrhée, les douleurs d'estomac, le refroidissement des quatre membres, etc. Selon la théorie de la MTC, une utilisation prolongée peut même affaiblir l'immunité. ».
Le Lianhua Qingwen, liquide contenant à base de chèvrefeuille et de pépins d'abricots, a été recommandé par les autorités. Le portail DXY de Tencent, qui propose des services de santé, met en doute son efficacité ; il est depuis « interdit de publication » pour « violation des lois et règlements ».

### Occident, y compris Brésil
Un infectiologue brésilien recommande de consommer deux infusions quotidiennes de fenouil, arguant que cette plante contiendrait les mêmes principes actifs que le Tamiflu (information démentie par l'Institut Pasteur). Cette recette fait notamment flores au Cap-Vert,.
Le microbiologiste Didier Raoult promeut un traitement — à base de chloroquine ou hydroxychloroquine en conjonction simultanée avec l'azithromycine — qui provoque un emballement médiatique et public.
Selon les données recueillies par l'OMS en novembre 2020, ce médicament ne réduit pas le nombre de décès chez les patients hospitalisés atteints de la COVID-19, ni n’aide les personnes atteintes d’une forme modérée de la maladie. L’utilisation de l’hydroxychloroquine et de la chloroquine est acceptée comme généralement sans danger pour les patients atteints de paludisme et de maladies auto-immunes, mais son utilisation lorsqu’elle n’est pas indiquée et sans surveillance médicale peut causer des effets secondaires graves et doit être évitée.
Le remdesivir, créé par le laboratoire Gilead Sciences, a été l'objet de nombreuses controverses scientifiques. Son utilisation dans le cadre du traitement du Covid-19 a été approuvée par l'Union européenne, et s'inscrit dans le cadre d'une politique visant à autoriser plusieurs traitements « efficaces » contre les « Covids longs » avant fin 2021,.
Malgré le peu de données disponibles, quelques pays ont adopté l'ivermectine. C'est par exemple le cas de la Bolivie, où les services santé ont distribué quelque 350.000 doses aux habitants du nord du pays, constatait la revue Nature en octobre 2020. En Inde, bien que le gouvernement ne recommande pas le traitement, certains États l'utilisent de manière préventive, selon les informations fournies par Libération. Enfin, les Indonésiens prennent également le médicament qui est, là-bas, plébiscité par des hommes politiques et des influenceurs, selon Capital (Prisma media) .
Au Brésil, l'utilisation de l'ivermectine dans le cadre de la pandémie de Covid-19 a été considérée comme un remède politique, passible de sanctions par un tribunal international. L'ivermectine peut être considéré comme un médicament classique qui adhère à l'initiative One Health, mais son utilisation hors méthodologies appropriées est découragée.
Mi-2021, plusieurs études sont en cours et ce traitement n'est de manière générale pas recommandé.

## Remèdes et prophylaxies proposés par des autorités religieuses
Si des Hindouistes prônent la consommation d'urine de vache sacrée (cf. plus bas), d'autres religieux ne sont pas en reste : 
Le charlatan télévangéliste américain Kenneth Copeland invite ses adeptes à toucher leurs téléviseurs comme moyen de vaccination par procuration. Il tente exorciser la Covid-19 en invoquant « le vent de Dieu » à plusieurs reprises et exhorte ses fidèles à ignorer les avis de santé publique et à se rendre dans ses églises, affirmant qu'ils pourront y être guéris par l'imposition des mains s'ils tombent malades,. Son confrère télévangéliste Jim Bakker promeut comme remède contre la Covid-19 une solution d'argent colloïdal vendue sur son site Web, ce qui lui vaut d'être poursuivi par l'État du Missouri,.
La secte Kōfuku no Kagaku (Happy Science en Occident) vend des « vaccins spirituels » pour prévenir et guérir la maladie, et commercialise entre 100 et 400 dollars ses bénédictions contre le virus.
L'ayatollah irano-irakien Abbas Trabizian, soi-disant « père de la médecine islamiste iranienne » promeut l'intromission d'un suppositoire formé d'une boule de coton imprégné d'essence de violette. Son comparse Morteza Kohansal se rend dans un hôpital pour appliquer un « remède islamique » à des malades de la Covid-19 : un jeune homme auquel il place sous le nez un liquide inconnu qu'il nomme « parfum du Prophète » meurt deux jours plus tard, et le procureur de Bandar-e Anzali lance un mandat d'arrêt contre le charlatan. Un autre ayatollah, Hashem Bathaei-Golpaygani, annonce le 22 février 2020 s'être guéri de la Covid-19 en ayant recours à un « remède islamique » : il est hospitalisé trois semaines plus tard à Qom et meurt deux jours après. 

## Remèdes et prophylaxies proposés par des autorités politiques
- Le président du Turkménistan, Gourbangouly Berdimouhamedov, préconise quant à lui contre le coronavirus des fumigations de harmal et l'ingestion de réglisse en solution aqueuse, se félicitant que le pays dispose de réserves suffisantes de ces remèdes[67].
- Son collègue biélorusse Alexandre Loukachenko croit savoir que « Ici, il n’y a pas de virus. C’est comme un frigo ici. Le sport et surtout le sport hivernal est le meilleur moyen de combattre le coronavirus. Buvez de la vodka, allez au sauna et travaillez dur. »[68].
- Le président de Madagascar Andry Rajoelina promeut une tisane de plantes médicinales locales, l'armoise et la ravintsara, puis lance une production massive de gélules de composition similaire[69].
- Au Venezuela Nicolás Maduro recommande sans préciser l'usage de « remèdes naturels »[70].
- Dans ce même pays, une députée à l'assemblée nationale préconise une recette à base de sureau, lemongrass, gingembre, poivre noir, citron et miel[71].
- Le président des États-Unis d'Amérique, Donald Trump suggère que pourraient avoir des vertus thérapeutiques l'injection de désinfectant dans les poumons pour les nettoyer, ou la pénétration de lumière ultraviolette sous la peau[72]. Il s'enthousiasme en outre pour la chloroquine et affirme le 19 mars 2020 que ce remède est « approuvé » par les États-Unis, propos immédiatement nuancé par la FDA qui explique que la chloroquine est « approuvée » pour le paludisme et l'arthrite, mais qu'en ce qui concerne la Covid-19, il faudra attendre un « essai clinique étendu »[73],[74],[75].
- En Inde des élus de la majorité ont préconisé un traitement préventif à base d'urine d'enfant[1]. Deux personnalités politiques affirment que boire de l'urine de vache, pour autant qu'elle soit indienne, pourrait soigner la Covid-19, tout comme les cataplasmes de bouse desdites vaches[76],[77],[8], une pratique particulièrement pathogène[78]. Un groupe religieux hindou organise une distribution d'urine de bovin[79].
- Encore en Inde, le parlementaire Ramesh Bidhuri du parti Bharatiya Janata répand que « selon les experts » se saluer en disant Namasté empêche la transmission du coronavirus, mais pas les salutations arabes comme Assalamu alaykum « car elles dirigent l'air dans la bouche »[80],[81].
- Toujours en Inde, le premier ministre Narendra Modi exalte les prétendues « vertus protectrice » du yoga contre la maladie[82].
- Le ministre de l'intérieur estonien Mart Helme recommande en février 2020 de soigner la maladie en portant des chaussettes chaudes, en appliquant des cataplasmes de moutarde et en badigeonnant sa poitrine de graisse d'oie[83].
- Une élue républicaine au parlement du Missouri, Patricia Derges, est inculpée en février 2021 pour avoir vendu du liquide amniotique qu'elle présentait comme des cellules régénératives prétendument efficaces pour guérir la covid19[84].